# Rebutia marsoneri
Rebutia marsoneri Werd., 1937, es una especie fanerógama perteneciente a la familia de las Cactaceae. Actualmente es sinónimo de Rebutia minuscula var. minuscula.

## Distribución
Es endémica de Jujuy en Argentina. Es una especie común que se ha extendido por todo el mundo.

## Descripción
Es una planta perenne carnosa, globosa de color verde armada de espinos  y  con las flores de color naranja y amarillo.

## Sinonimia
Desde principios de la década de 1990, más de dos docenas de otras especies de Rebutia, anteriormente consideradas independientes, se han incluido en la especie Rebutia minuscula. Entre ellas también se encuentra Rebutia marsonerii con todos sus sinónimos y variedades.
- Rebutia chrysacantha[2][3]
- Rebutia iseliniana[4]
- Rebutia senilis[2]
- Rebutia stuemeriana[3]
- Rebutia krainziana[3]
- Rebutia calliantha[3]
- Rebutia kesselringiana[4]
- Rebutia ionantha[3]
- Rebutia kariusiana[2]
- Rebutia grandiflora[5]: 220
- Rebutia knuthiana[6][4]
- Rebutia carminea[3]
- Rebutia violaciflora[2][4]
- Rebutia wessneriana[6]
- Rebutia xanthocarpa[3]

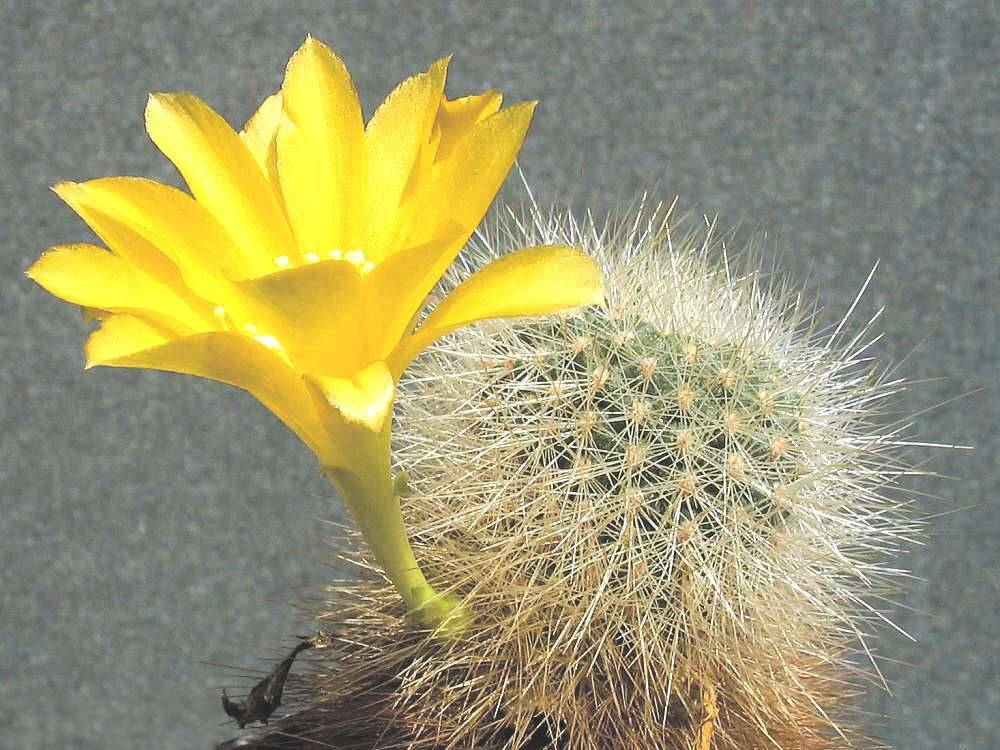
Rebutia chrysacantha
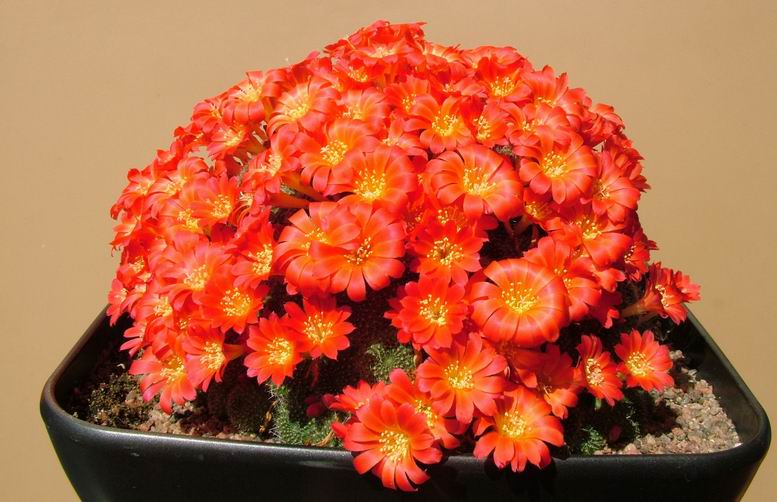
Rebutia senilis v.stuemeri P249
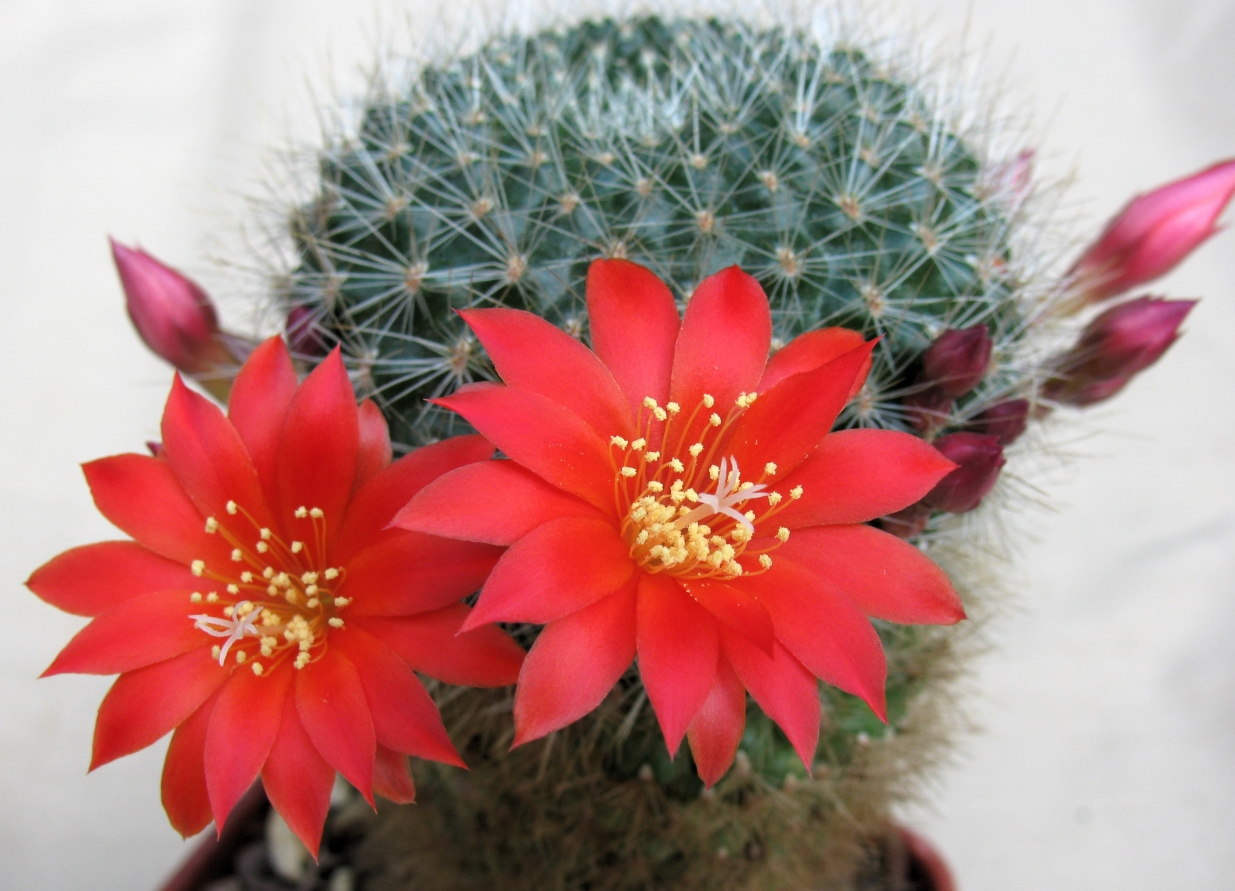
Rebutia senilis v.iseliana
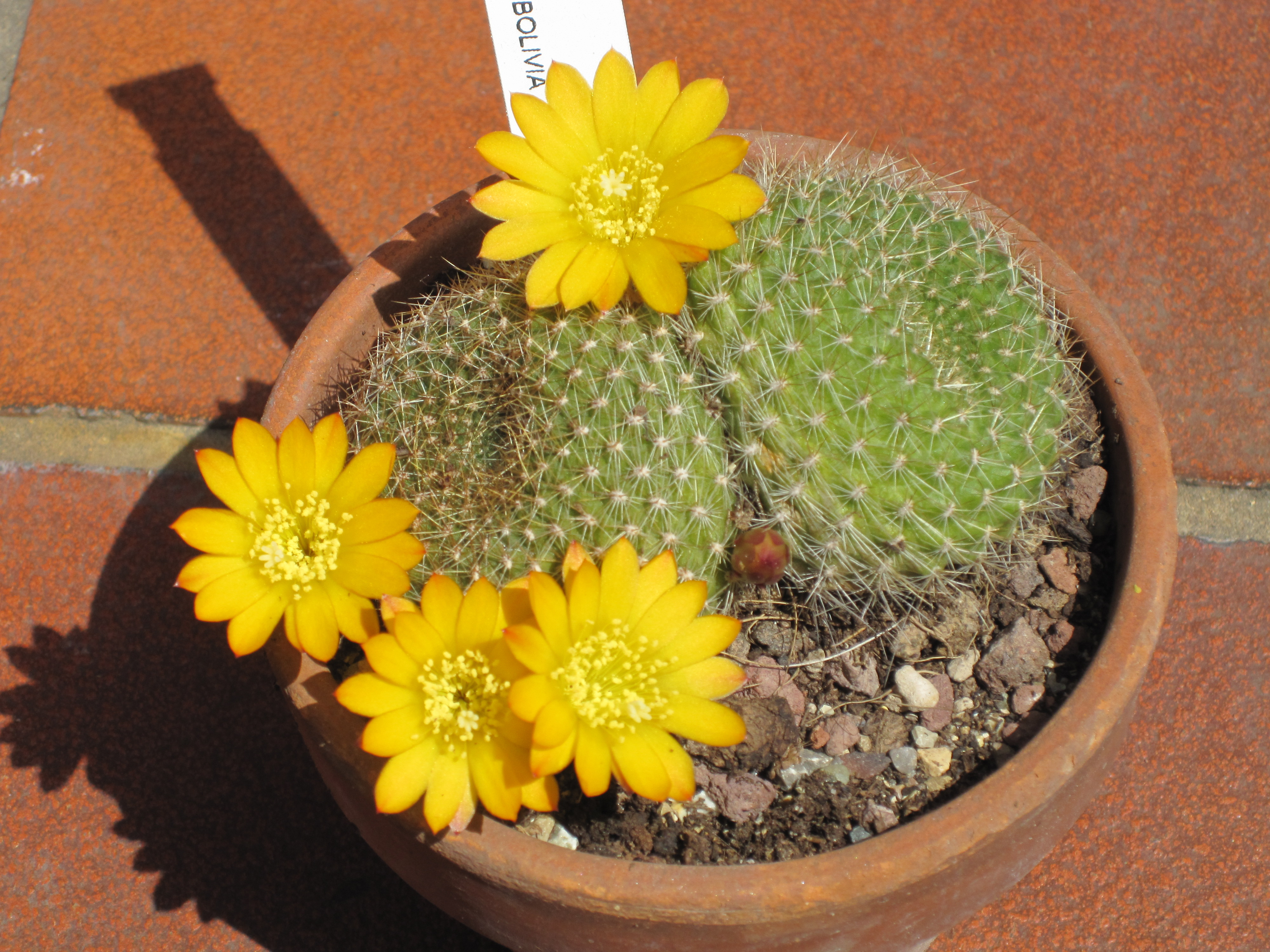
Rebutia marsoneri
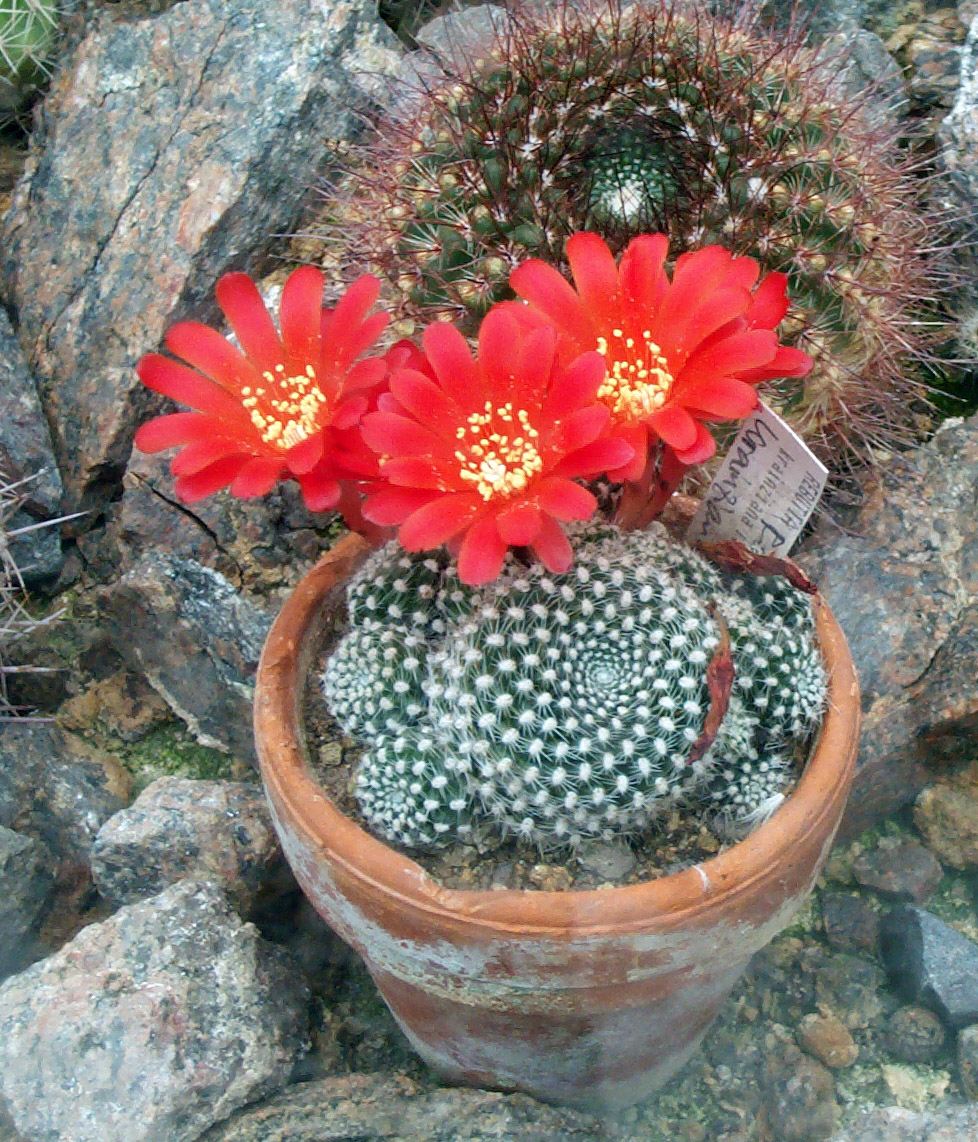
Rebutia krainziana
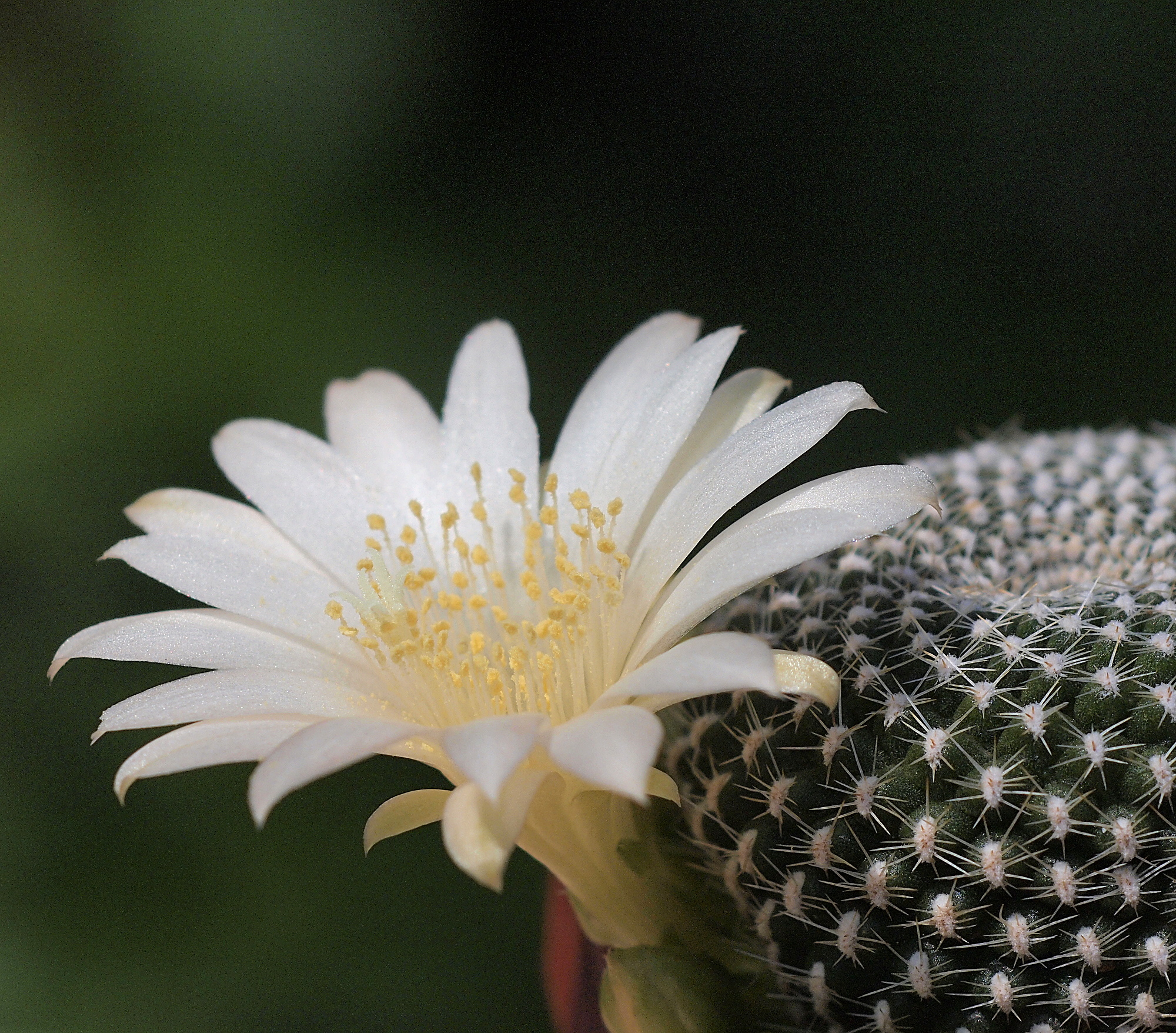
Rebutia krainziana v.albiflora
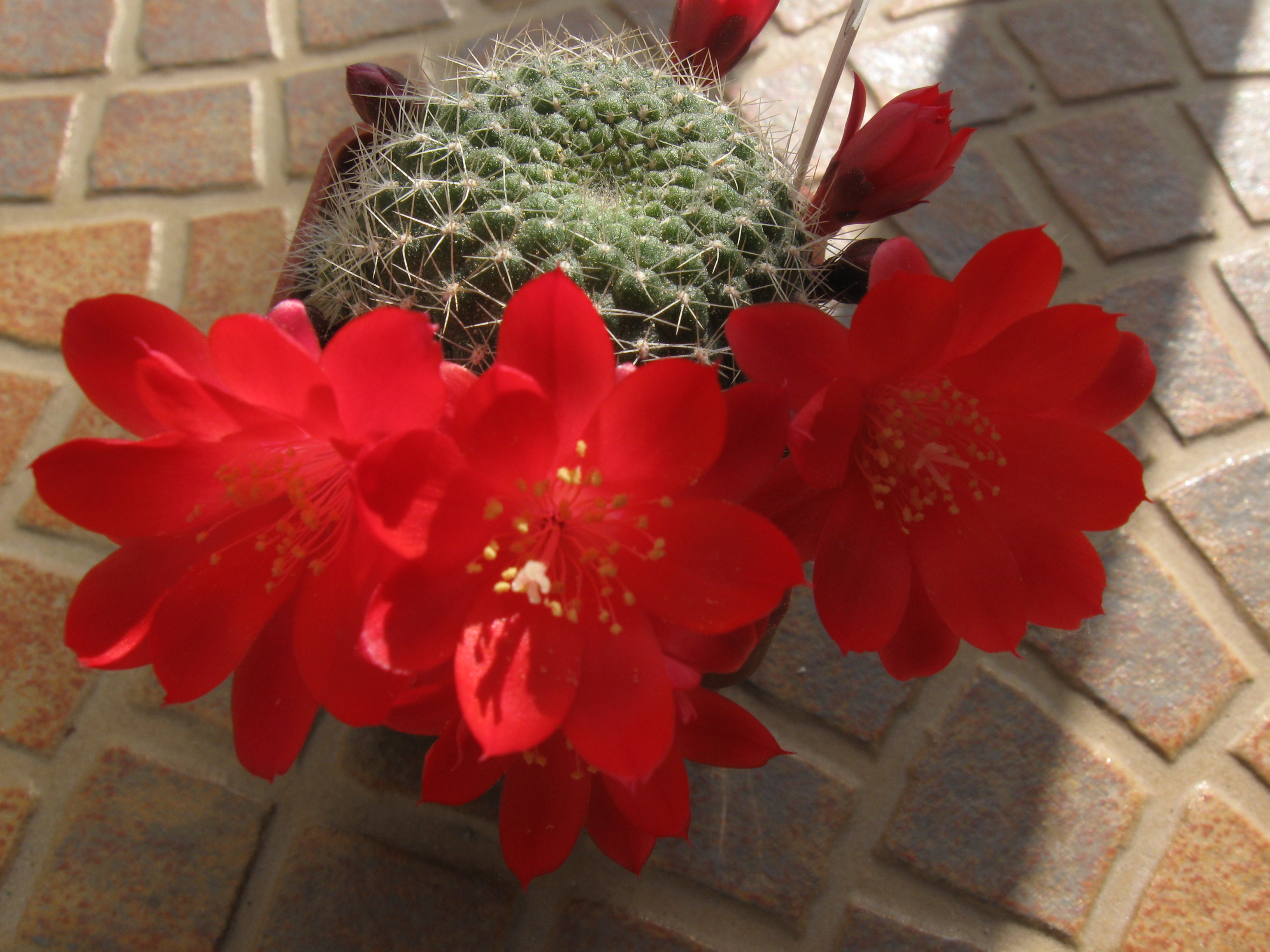
Rebutia grandiflora
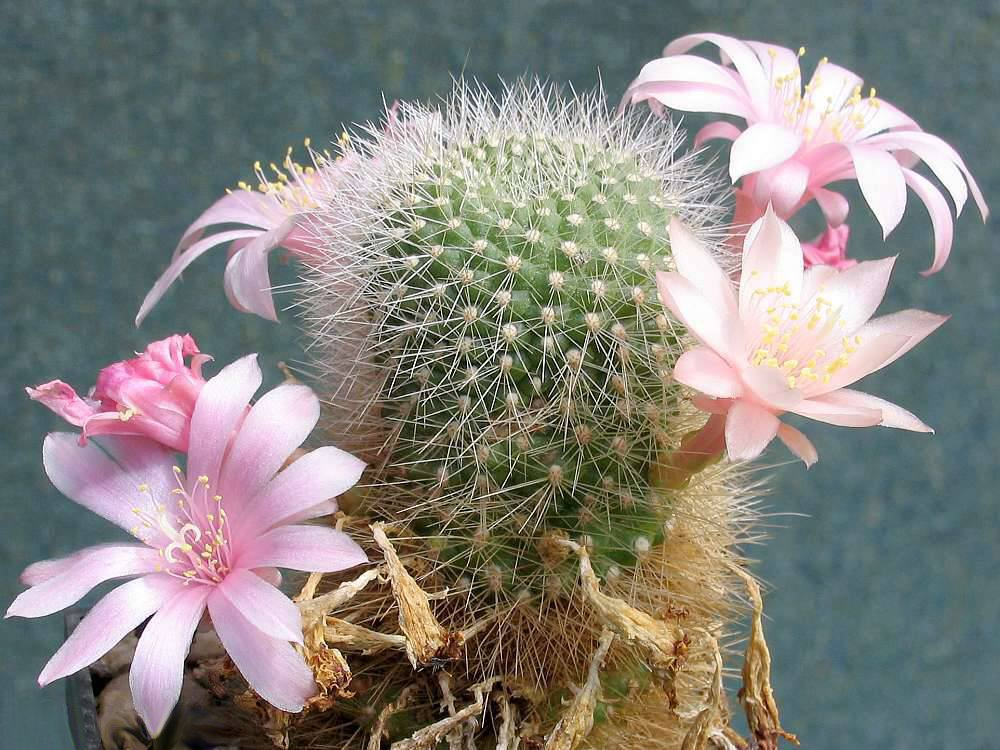
Rebutia kariusiana
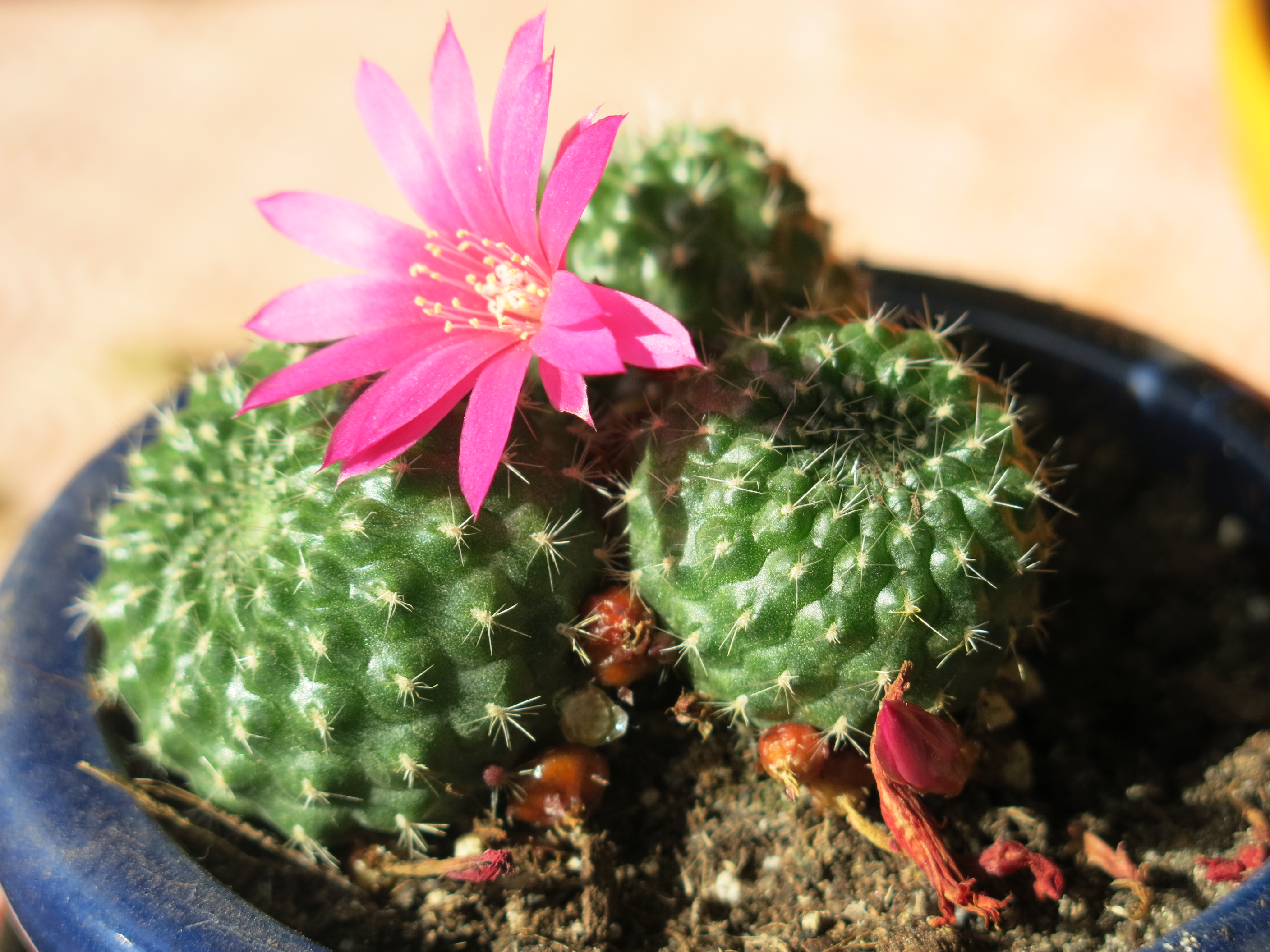
Rebutia ionantha
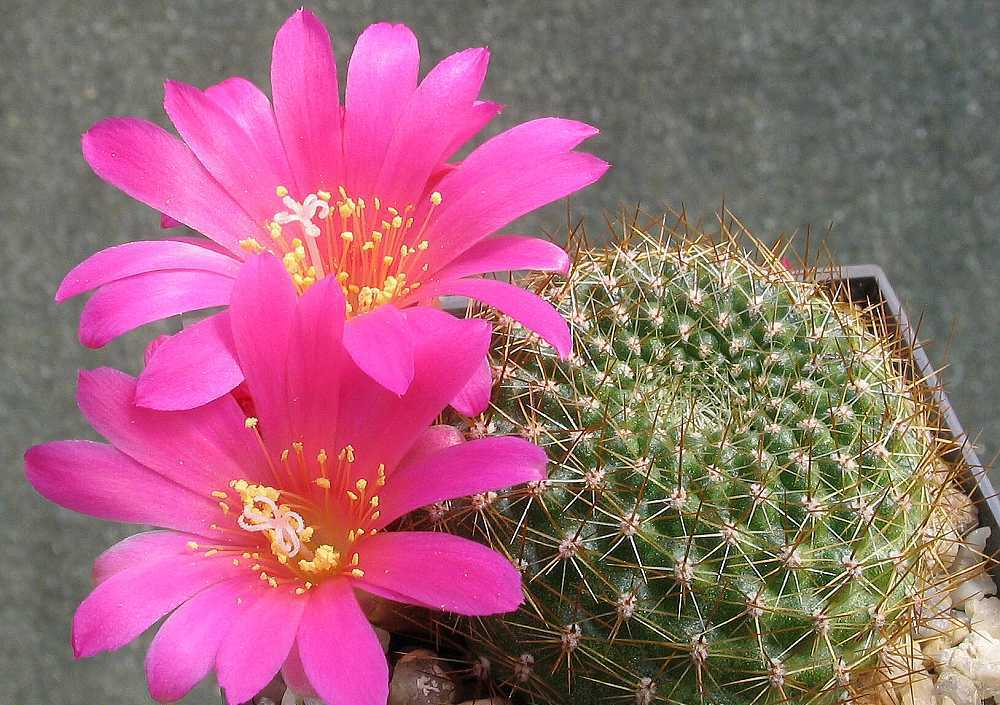
Rebutia violaciflora
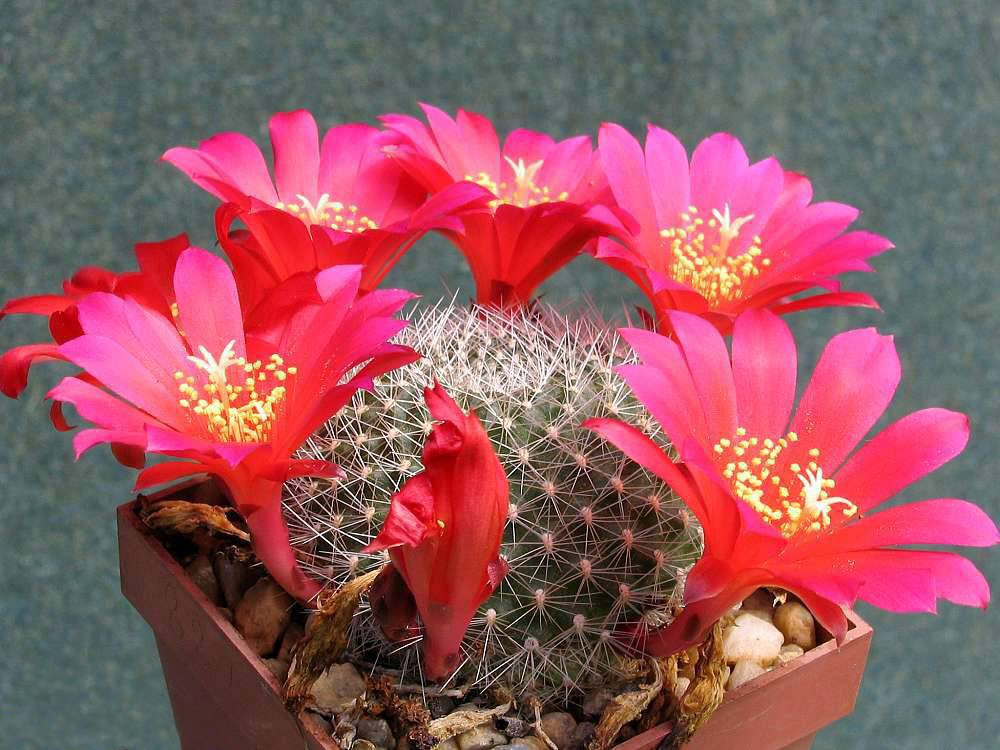
Rebutia wessneriana
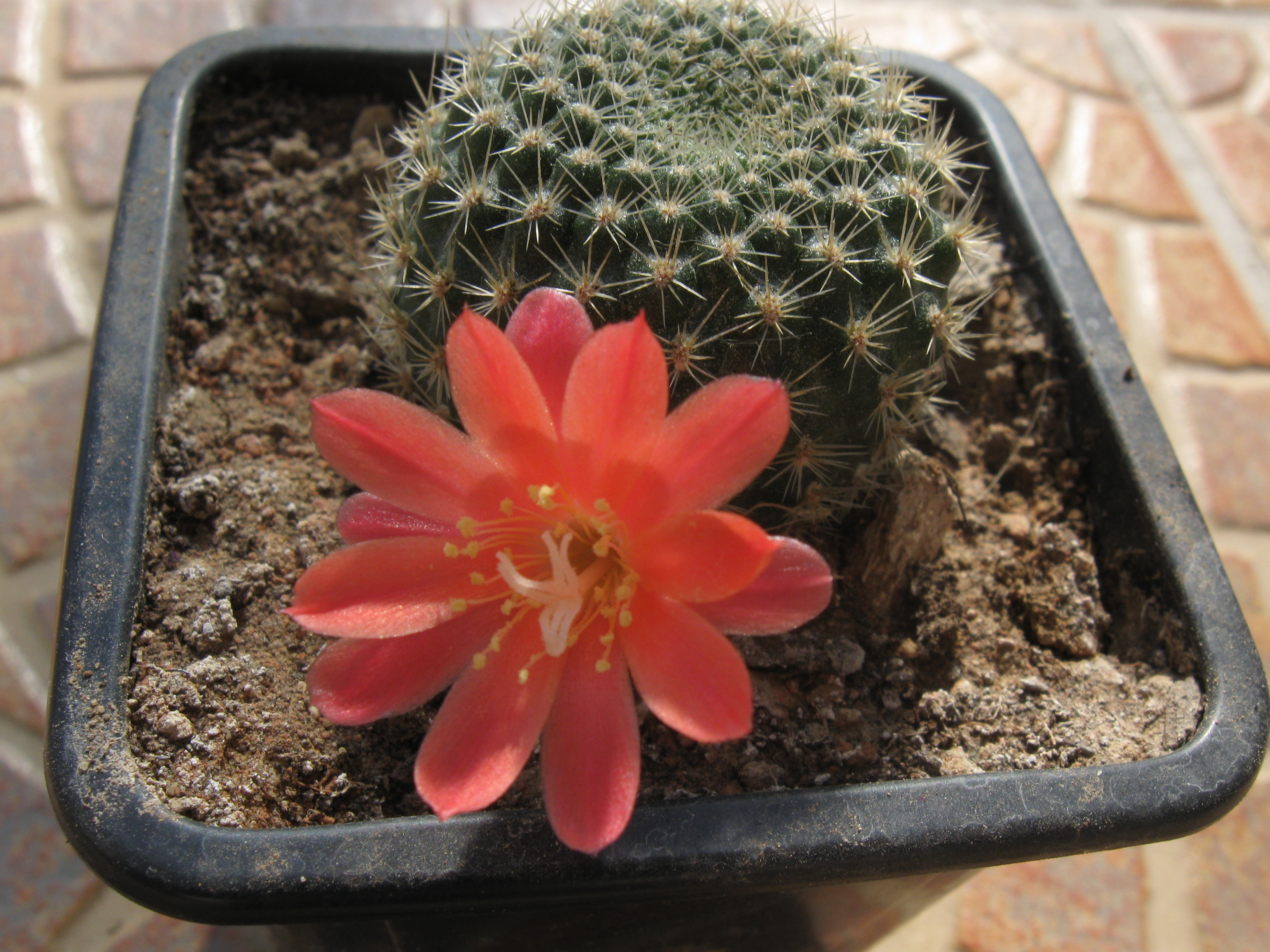
Rebutia xanthocarpa